# Château de Castelferrus
Le château de Castelferrus est un château située sur la commune de Castelferrus, dans le département de Tarn-et-Garonne en France.

## Localisation
Le château de Castelferrus est construit derrière l'église, au nord du village de Castelferrus département de Tarn-et-Garonne, à 4 km sud-sud-ouest de Castelsarrasin, dominant la première terrasse de la Garonne.

## Description
Le château de Castelferrus a été construit autour du XIVe siècle, entièrement remanié au XVIIe siècle.[réf. souhaitée]

## Historique
C'est une ancienne place forte des comtes de Toulouse, remanié en une grosse bâtisse de deux étages.
Les façades du château et toitures, la salle et le plafond peint du premier étage à l'angle sud et l'aile Est du château sont inscrits au titre des monuments historiques par arrêté du 21 avril 1991.